# Malimbe à ventre rouge
Malimbus erythrogaster
Espèce
Statut de conservation UICN

 LC  : Préoccupation mineure
Le Malimbe à ventre rouge (Malimbus erythrogaster) est une espèce de passereaux d'Afrique tropicale appartenant à la famille des Ploceidae.